# Luci Vil·li Annal (tribú 179 aC)
Luci Vil·li Annal (en llatí: Lucius Villius Annalis) va ser un magistrat romà que formava part de la gens Víl·lia, una família romana d'origen plebeu.
Va ser tribú de la plebs el 179 aC, i va introduït una llei, la Lex Villia Annalis, que fixava l'any en què una persona podia aspirar a una magistratura. Per això va rebre el cognomen d'Annal, que va heretar la seva branca familiar.